# 巴拉格尔
巴拉格尔，是加泰罗尼亚莱里达省的一个市镇。 总面积57平方公里，总人口13359人（001年），人口密度234人/平方公里。